# Владимировка (Сакский район)
Влади́мировка  (укр. Володимирівка, крымскотат. Vladimirovka, Владимировка) — село в Сакском районе Крыма (согласно административно-территориальному делению Украины входит в состав Лесновского сельского совета Автономной Республики Крым, согласно административно-территориальному делению РФ — в Лесновском сельском поселении Республики Крым).

## Современное состояние
На 2016 год во Владимировке 9 улиц и 3 территории; на 2009 год, по данным сельсовета, село занимало площадь 1143,6 гектара, на которой в 416 дворах числилось 1193 жителей. В селе действуют клуб, библиотека, фельдшерско-акушерский пункт церковь иконы Божией Матери «Утоли моя печали».

## География
Село расположено в центре района, фактически — северо-западная окраина Сак за линией железной дороги Остряково — Евпатория. Высота центра села над уровнем моря — 17 м.

## История
Впервые в доступных источниках село встречается в Списке населённых пунктов Крымской АССР по Всесоюзной переписи 17 декабря 1926 года, согласно которому в селе Владимировка, Сакского сельсовета Евпаторийского района, числилось 6 дворов, все крестьянские, население составляло 33 человека, все русские. Отмечено и на километровой карте Генштаба 1941 года, составленной в основном по топографическим картам Крыма масштаба 1:84000 1920 года, 1:21000 1912 года и 1:50000 1938 года.. Постановлением Президиума КрымЦИКа «Об образовании новой административной территориальной сети Крымской АССР» от 26 января 1935 года был создан Сакский район село включили в его состав. По данным всесоюзная перепись населения 1939 года в селе проживало 46 человек.

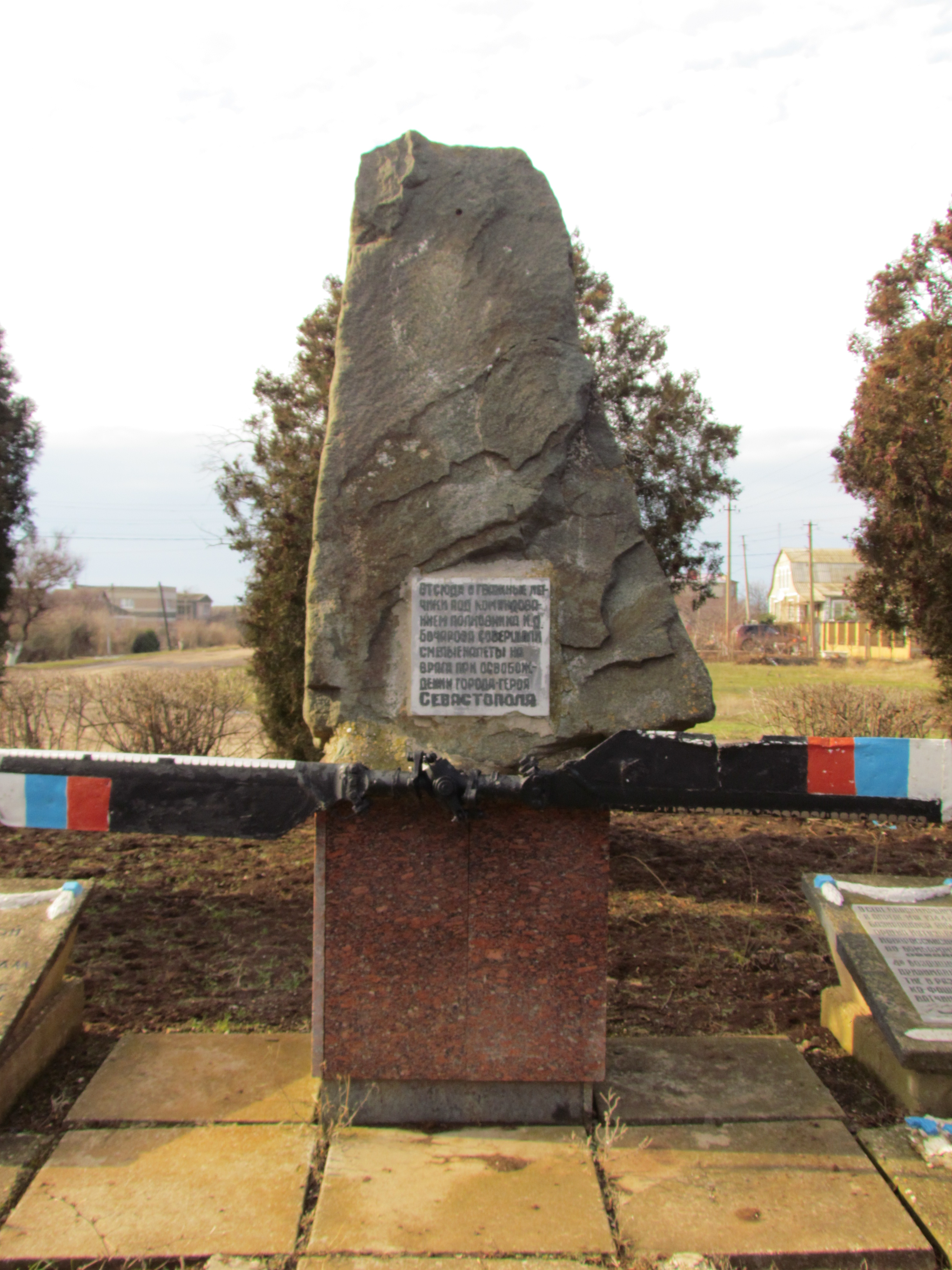
Памятный знак на месте базирования 889-го ночного легкобомбардировочного полка

В годы Великой Отечественной войны, при освобождения Крыма, в апреле—мае 1944 года у села базировался 889-й ночной бомбардировочный авиационный полк. В 1981 году на месте базирования полка открыли памятный знак. Приказом Министерства культуры Украины № 1224 от 28 ноября 2013 года объявлен памятником истории местного значения. Постановлением Совета министров Республики Крым № 627 от 20 декабря 2016 года памятник отнесён к категории объектов культурно-исторического наследия России регионального значения.
После освобождения Крыма от фашистов, 12 августа 1944 года было принято постановление № ГОКО-6372с «О переселении колхозников в районы Крыма», по которому в район из Курской и Тамбовской областей РСФСР в район переселялись 8100 колхозников, а в начале 1950-х годов последовала вторая волна переселенцев из различных областей Украины. С 25 июня 1946 года Владимировка в составе Крымской области РСФСР. 26 апреля 1954 года Крымская область была передана из состава РСФСР в состав УССР. Время включения в состав Новосёловского сельсовета пока не установлено: на 15 июня 1960 года село уже числилось в его составе. Указом Президиума Верховного Совета УССР «Об укрупнении сельских районов Крымской области» от 30 декабря 1962 года село присоединили к Евпаторийскому району. 1 января 1965 года, указом Президиума ВС УССР «О внесении изменений в административное районирование УССР — по Крымской области», Евпаторийский район был упразднён и село вновь включили в состав Сакского (по другим данным — 11 февраля 1963 года). По данным переписи 1989 года в селе проживало 975 человек. С 12 февраля 1991 года село в восстановленной Крымской АССР, 26 февраля 1992 года переименованной в Автономную Республику Крым. С 21 марта 2014 года в составе Крыма аннексирована Россией.

## Население
| 2001 | 2014  |
| ---- | ----- |
| 1159 | ↗1261 |

Всеукраинская перепись 2001 года показала следующее распределение по носителям языка
| Язык             | Процент |
| ---------------- | ------- |
| русский          | 48.06   |
| украинский       | 26.49   |
| белорусский      | 1.73    |
| крымскотатарский | 22.52   |
| другие           | 0.44    |

### Динамика численности
| - 1926 год — 33 чел. - 1939 год — 46 чел. - 1989 год — 975 чел. | - 2001 год — 1159 чел. - 2009 год — 1193 чел. - 2014 год — 1261 чел. |